# مسباخ
شهر مسباخ (به آلمانی: Mosbach) در ایالت بادن-وورتمبرگ در کشور آلمان واقع شده‌است.

## نگارخانه

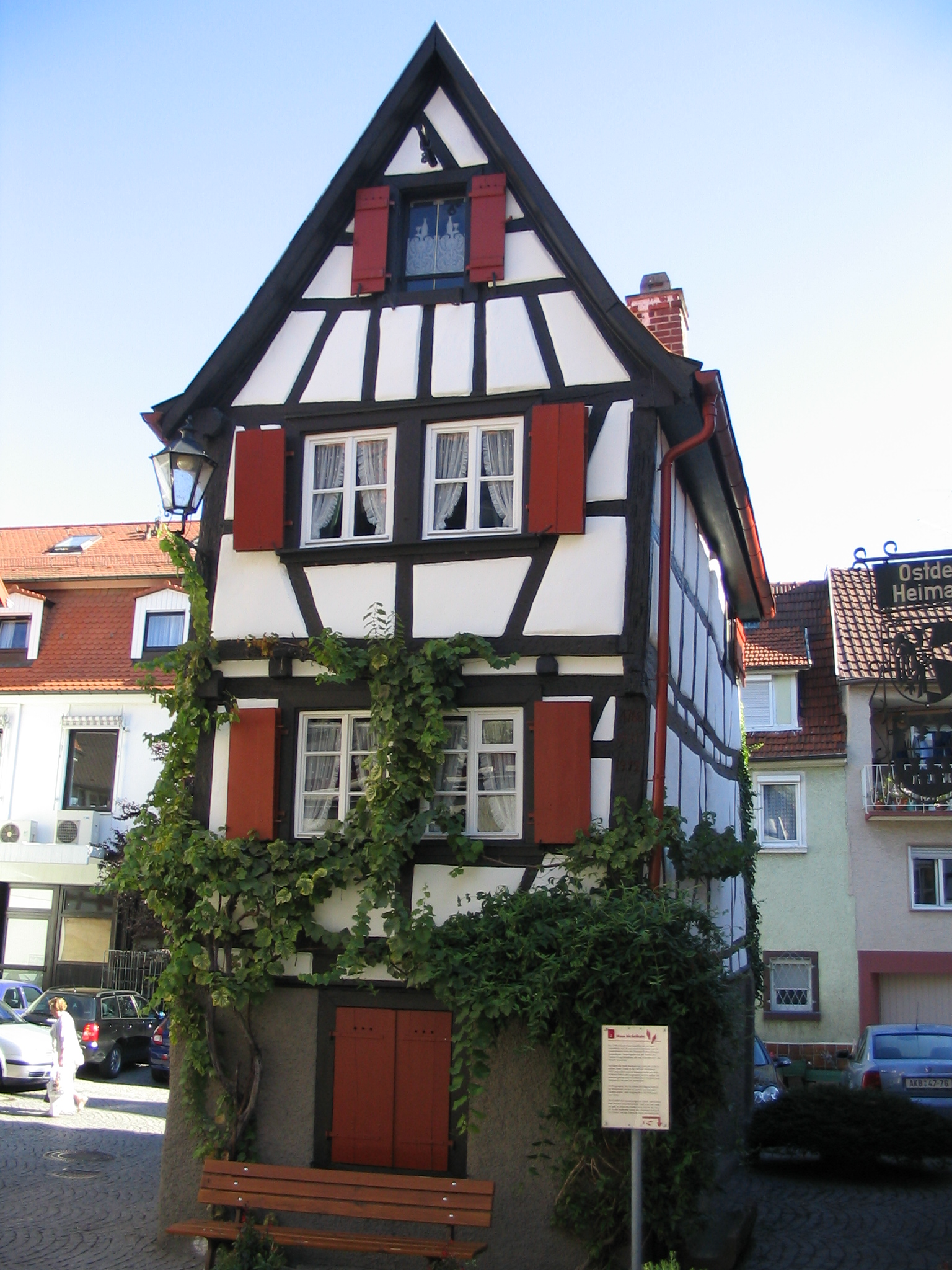
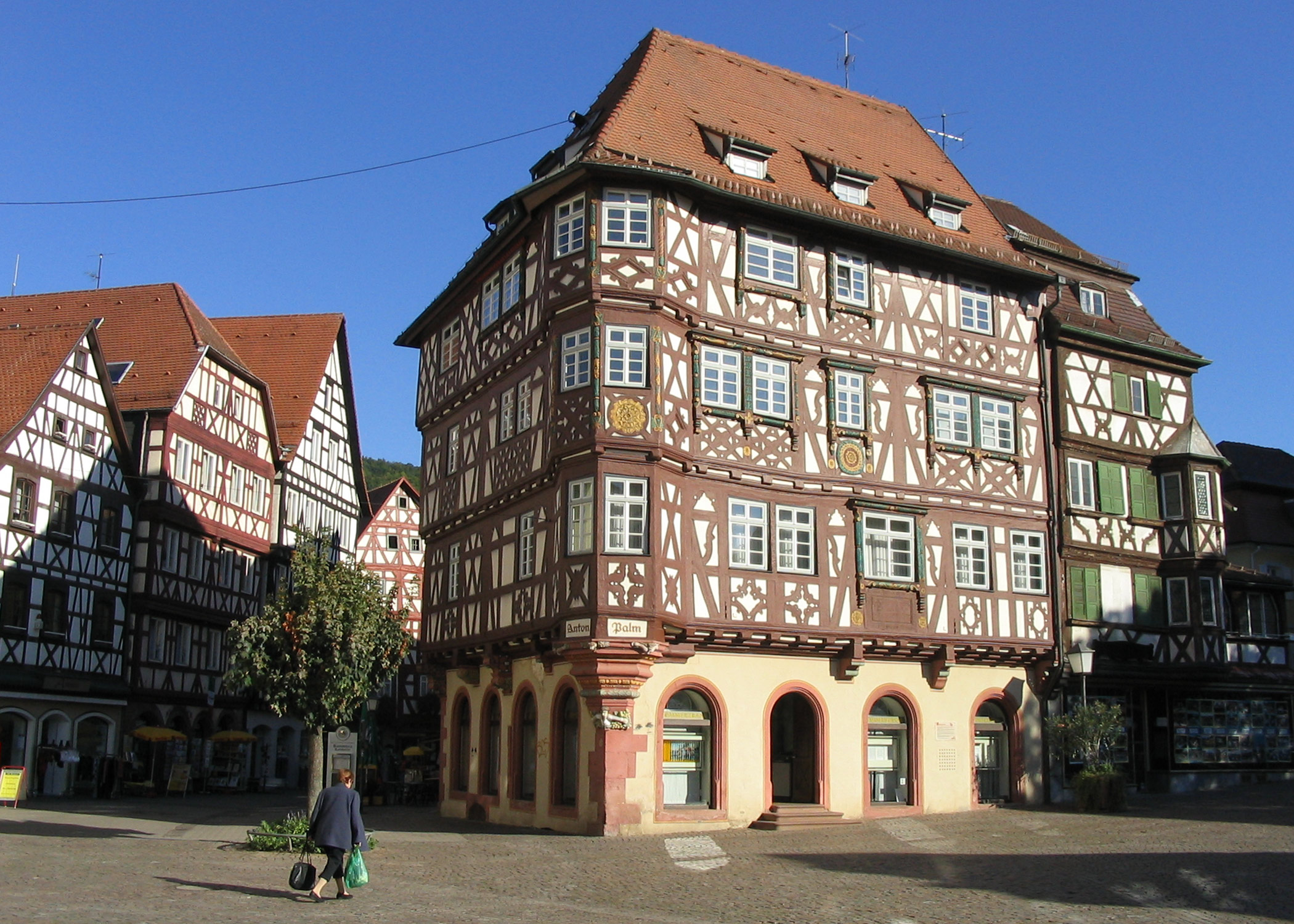
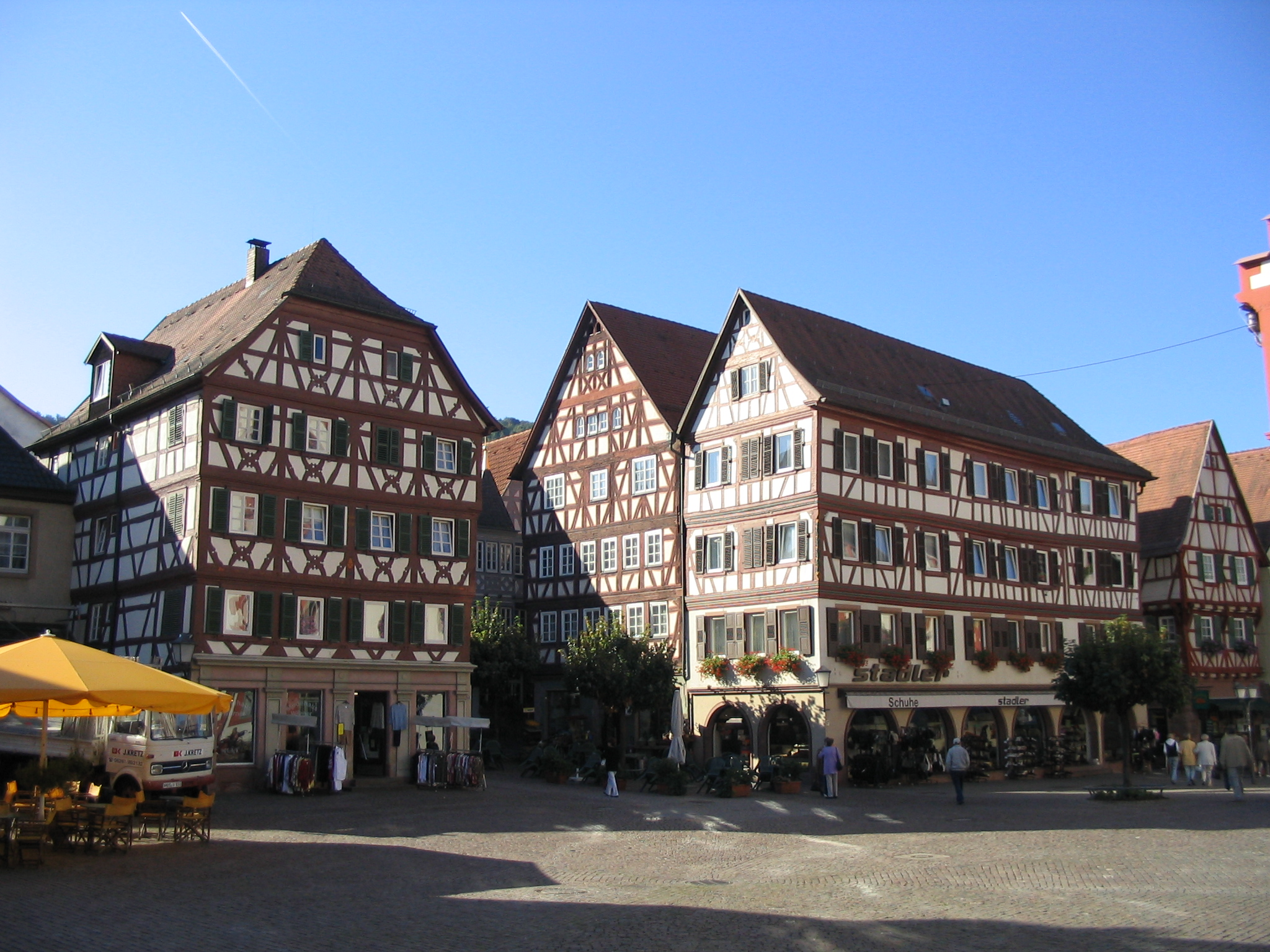
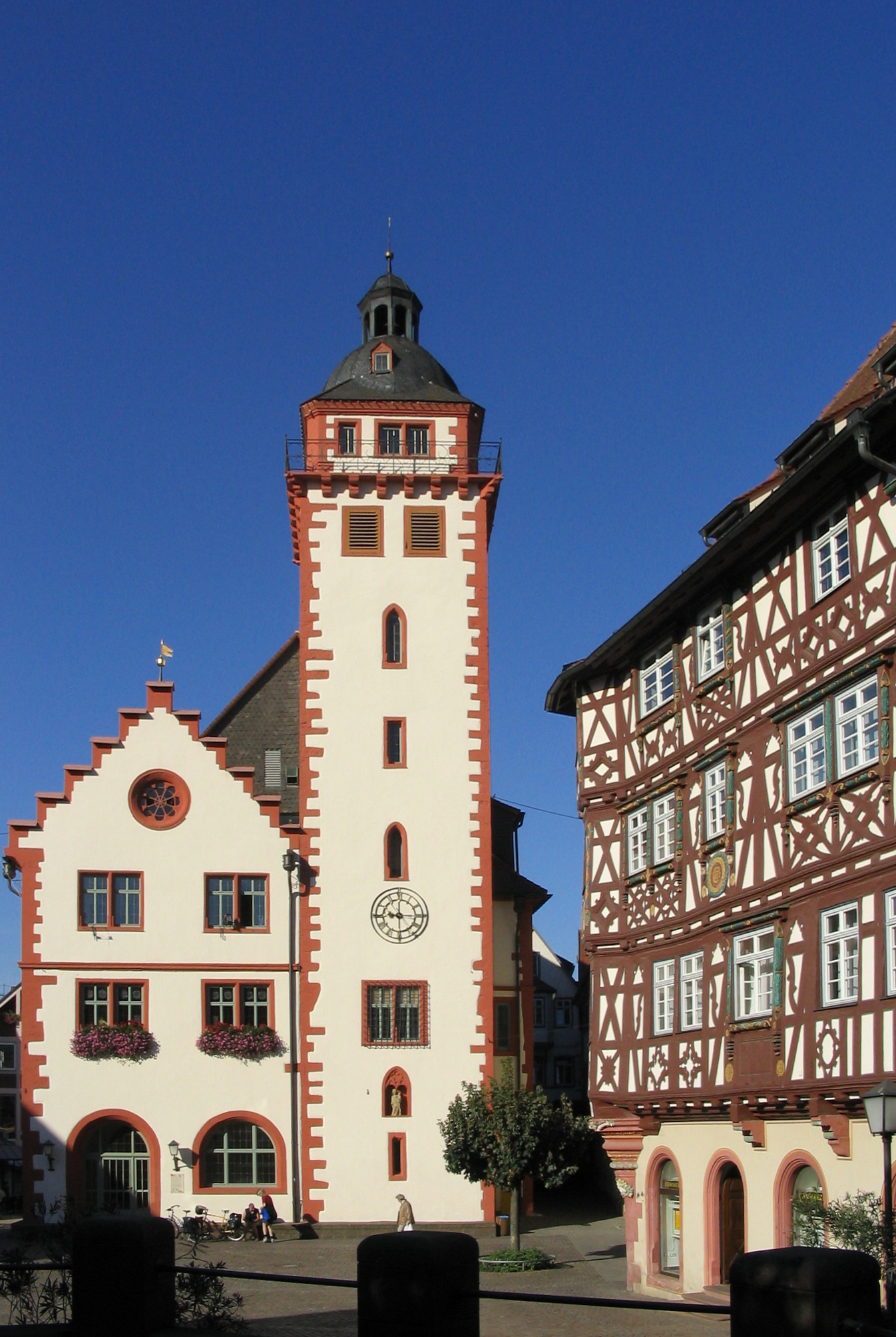
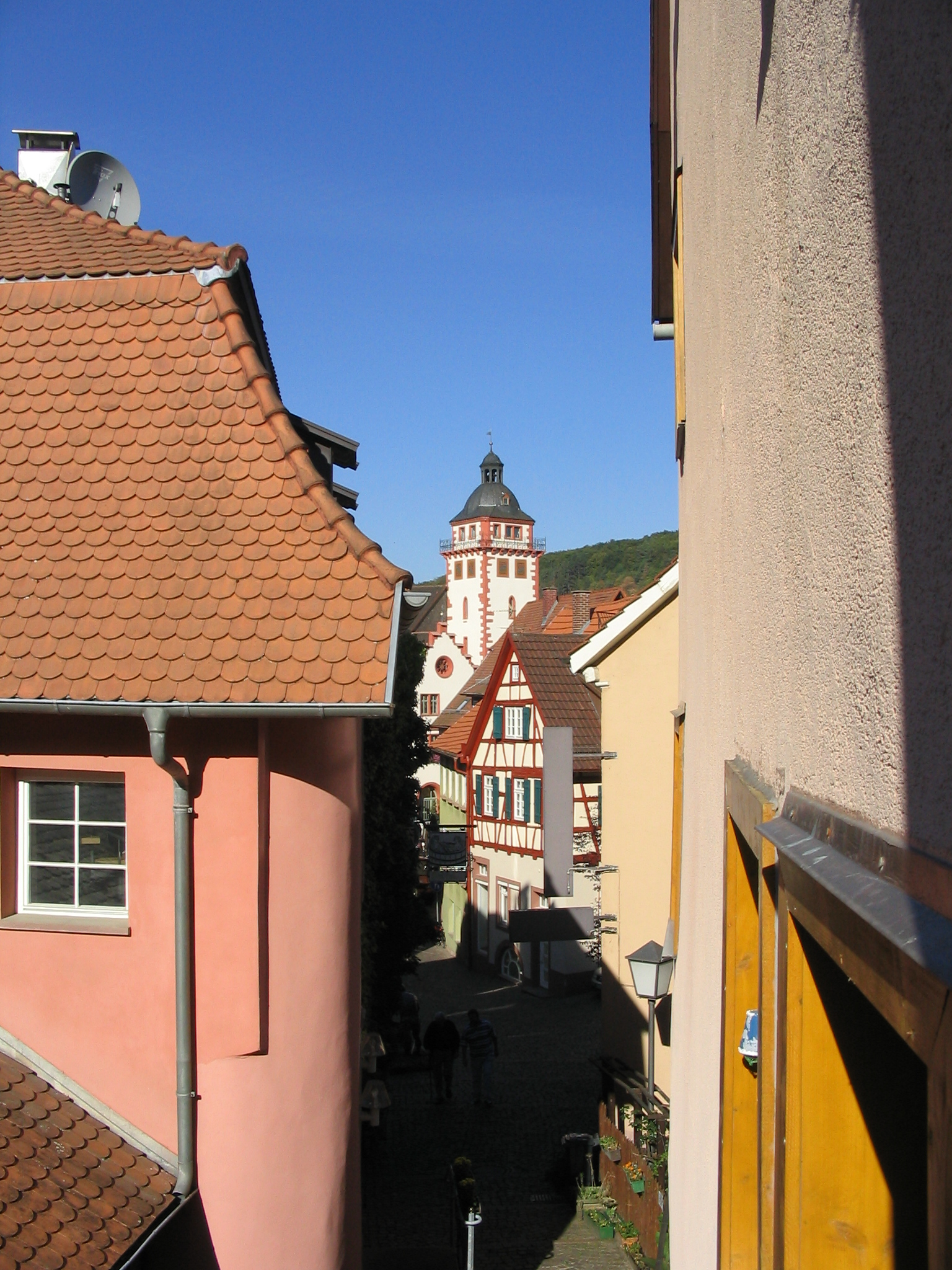
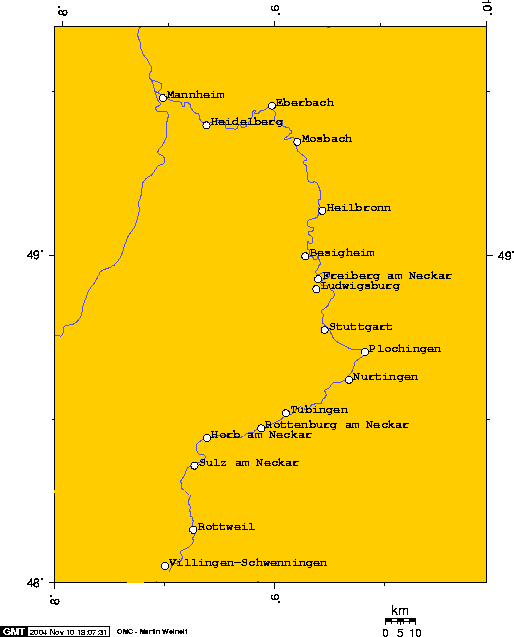